# Silene telavivensis
Silene telavivensis är en nejlikväxtart som beskrevs av Zoh. och Plitm. Silene telavivensis ingår i släktet glimmar, och familjen nejlikväxter. Inga underarter finns listade i Catalogue of Life.